# 소프트웨어 자유의 날

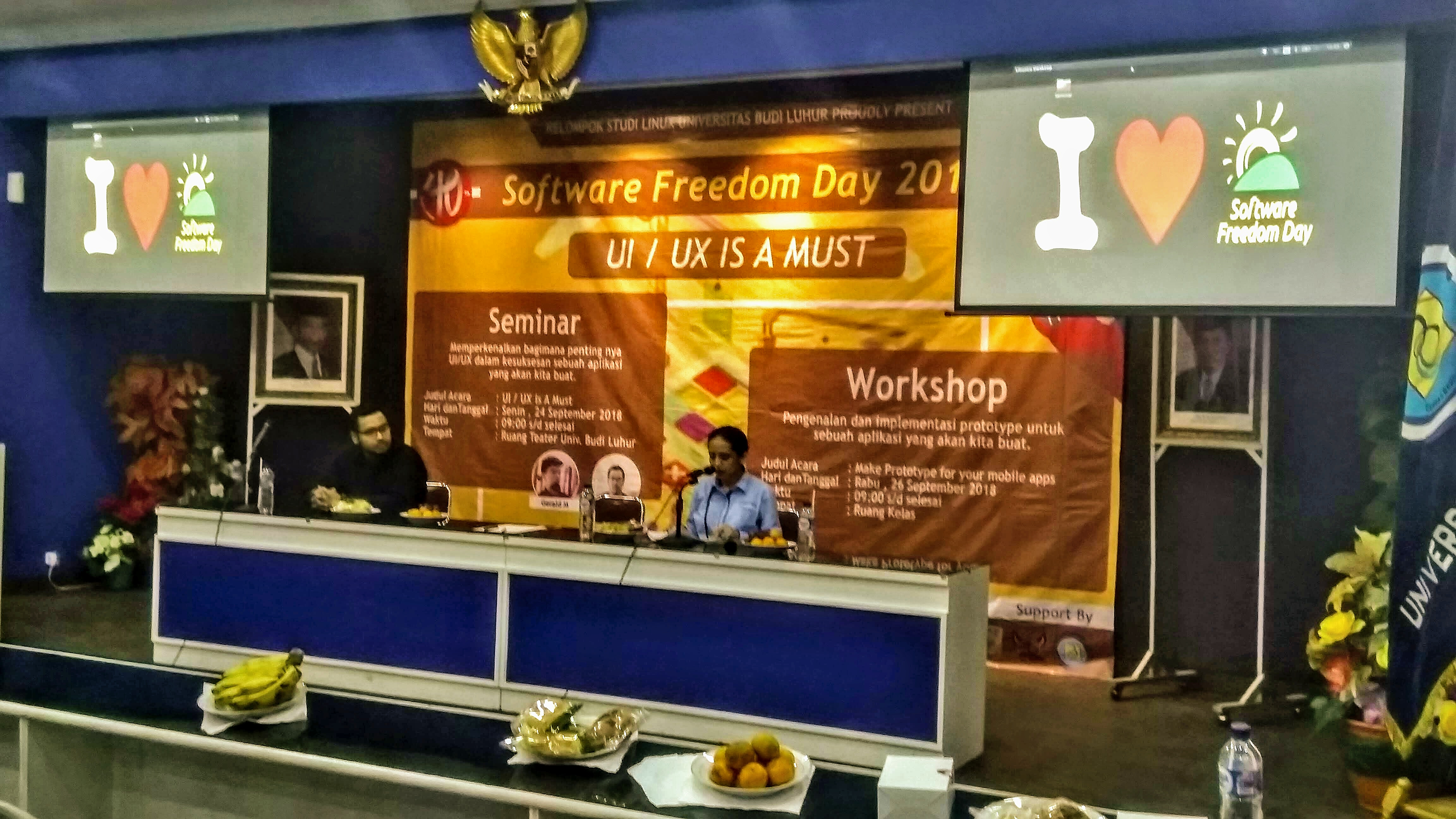

소프트웨어 자유의 날(Software Freedom Day, SFD)은 자유 및 오픈 소스 소프트웨어와 관련된 국제적 연중 행사이다. 소프트웨어 자유의 날은 대중 계몽 운동의 하나로 자유 및 오픈 소스 소프트웨어의 완성에 대한 축사로 끝나는 것이 아니라 공공 복리를 위하여 그것의 사용을 장려하기까지 하는 운동이다.
소프트웨어 자유의 날은 2004년에 처음 제정되었다. 2004년 8월 28일에 이 행사가 처음 열렸으며 70개가 넘는 단체들이 이 행사에 참여하였다. 두 번째 소프트웨어 자유의 날은 2005년 9월 10일에 열렸는데 이 때는 세계 60여개국에서 300개가 넘는 단체들이 참여하였다. 2008년에는 90여개국에서 500개가 넘는 단체들이 소프트웨어 자유의 날 행사에 참여하였다. 한편 2005년부터 2006년까지는 이 행사를 우분투를 제작한 캐노니컬에서 지원한 바 있다.
2006년부터는 이 날을 해마다 9월 셋째 토요일에 지키기로 하여 2007년에는 9월 15일에, 2008년에는 9월 20일에, 그리고 2009년에는 9월 19일에 열렸다. 이 때문에 소프트웨어 자유의 날은 때때로 해마다 9월 19일에 개최되는 국제 해적처럼 말하기 날과 동시에 개최되기도 한다.

## 국제 소프트웨어 프리덤
국제 소프트웨어 프리덤(Software Freedom International, SFI)은 소프트웨어 자유의 날 행사를 공식 주관하며 행사 주관을 위하여 기부금을 받고 스폰서 계약을 체결하며 공식적으로 관련 상품을 판매하는 비영리 단체이다. SFI는 현재 기부 행위를 보다 효율화하기 위하여 세금이 들지 않는 방법을 찾고 있으며 이것과 소프트웨어 자유의 날 행사 자체의 구분을 명확히 하기 위하여 스스로를 국제 소프트웨어 프리덤이라 부르고 있다.
현재 소프트웨어 자유의 날 행사를 기획하는 SFI 진행위원들은 다음과 같다.
- 피아 와억 - 위원장, 리눅스 오스트레일리아
- 헨리크 닐센 옴마 - OpenCD
- 맷 오퀴스트 - 회계, SAU 16
- 필 하퍼 - OpenCD
- 벤자민 마코 힐 - 데비안, 우분투
- 시드셀 젠센 - DKUUG
- 프레데릭크 노론하 - Goa SFD Team
- 조에 올러터아세 - 나우릿지 하우스 아프리카
- 로베르트 슈만 - OpenCD

이 밖에도 많은 자원봉사자들이 지역 협력, 스폰서 협력, 위키 및 웹사이트 관리, 미디어 캠페인 등을 통하여 소프트웨어 자유의 날 행사를 지원하고 있다.

## 함께 볼만한 것
- 자유 소프트웨어의 윤곽